# یوسف ندایی
یوسف ندایی (انگلیسی: Youssouf Ndiaye؛ زادهٔ ۱۹ اکتبر ۱۹۹۵) بازیکن فوتبال اهل فرانسه است.